# Näse, Borgå stad
Näse (finska: Näsi) är en stadsdel i Borgå stad, väster om Borgå centrum. 
Namnet Näse kommer från bestämda formen av ordet "Näs" (dvs. Näset) men med ett bortfallet -t på grund av dialekt. 
På Näsebacken ligger en av 1500-talets största herrgårdar i Nyland dvs. Näse Gård. Den nuvarande huvudbyggnaden är troligen byggd på 1830-talet och fungerar idag som ett galleri. Gården ligger i skymt bakom det stora flyttblocket Näse sten.